# Cifantuan
Le cífàntuán (chinois simplifié : 糍饭团, chinois traditionnel : 糍饭团), cí fàn tuán, ou simplement fantuan est un plat à base de riz gluant de la cuisine chinoise originaire de la région de Jiangnan, dans l'est de la Chine, qui englobe Shanghai et ses environs,. Il est généralement consommé au petit-déjeuner avec du lait de soja sucré ou salé dans sa région d'origine, le Jiangnan.
Aujourd'hui, le cífàntuán est généralement disponible en deux variétés. Alors que la variété « salée » comprend des ingrédients tels que le zha cai (légume mariné), le rousong (filet de porc) et de petits morceaux de youtiao qui sont enveloppés dans la boule de riz, la variété « sucrée » ajoute du sucre et parfois du sésame à la garniture. Il existe de nombreuses variantes modernes de cet aliment qui sont fabriquées à partir de riz violet et comportent des garnitures telles que du thon, du kimchi ou du fromage.
Le cífàntuán est l'un des principaux aliments du petit-déjeuner à Shanghai,. Le cífàntuán est également populaire dans le Hubei, à Taïwan et à Hong Kong. 